# Pont de Limyra
Le pont de Limyra est un pont romain près de Limyra en Lycie, région de la Turquie actuelle. Le pont mesure 360 m de longueur et présente 26 arcs segmentaires (ou arcs surbaissés) et deux arcs semi-circulaires. 
Construit probablement au IIIe siècle, c'est l'un des plus vieux ponts en arc surbaissé dans le monde.